# Facultad de Ciencias Veterinarias (UNNE)
La Facultad de Ciencias Veterinarias (FCV) es una de las once facultades que componen la Universidad Nacional del Nordeste (UNNE), ubicada en el Campus Cabral, de la ciudad de Corrientes, Argentina.

## Reseña histórica
Esta unidad académica inició las actividades en la ciudad de Corrientes en el año 1920 como 
“Facultad de Agricultura, Ganadería e Industrias Afines” (FAGIA), dependiendo de la Universidad Nacional del Litoral (UNL) y el 14 de diciembre de 1956 pasó a formar parte la Universidad Nacional del Nordeste, inmediatamente después de la creación de esta alta casa de estudios. La FAGIA pasó a denominarse Facultad de Agronomía y Veterinaria y en el año 1974 se produjo el desdoblamiento en dos facultades independientes, formándose la “Facultad de Ciencias Veterinarias” y la “Facultad de Ciencias Agrarias”.
La FAGIA fue creada el 15 de julio de 1920 y como antecedentes se menciona que en 1919, fecha de creación de la Universidad Nacional del Litoral, existían en el país cuatro universidades estatales (Universidad Nacional de Córdoba, 1613; Universidad de Buenos Aires, 1821; Universidad Nacional de la Plata, 1890 y Universidad Nacional de Tucumán, 1912). Solamente en La Plata y Buenos Aires, funcionaban Facultades de Agronomía y Veterinaria. El 13 de septiembre de 1920, el Ministerio de Justicia e Instrucción Pública de la Nación dictó una resolución ministerial estableciendo el plan de estudios, los objetivos, fundamentos, orientación y sede provisoria para la nueva Facultad de Corrientes, señalando en su Art. 1º que “La FAGIA fundada en la ciudad de Corrientes tendrá como objeto principal la enseñanza práctica desde el obrero agrícola o ganadero, hasta las diferentes especializaciones”.
La Carrera de Ciencias Veterinarias que actualmente ofrece la FCV tiene una larga trayectoria académica.

## Titulaciones

### Carreras de grado
- Ciencias Veterinarias
  - Título que otorga: Médico/a Veterinario/a

- Licenciatura en Administración y Gestión Agropecuaria
  - Título que otorga: Licenciado/a en Administración y Gestión Agropecuaria

### Carrera de pregrado
- Tecnicatura en Administración de Empresas
  - Título que otorga: Técnico en Administración de Empresas 
    - con orientación Comercial y de Servicios
    - con orientación Agropecuaria y Agroindustrial

### Carrera de posgrado
- Doctorado en Ciencias Veterinarias
- Maestría en Producción Animal Subtropical
- Maestría en Ciencias Veterinarias
- Especialización en Cirugía de Pequeños Animales
- Especialización en Diagnóstico Anatomohistopatológico Veterinario
- Especialización en Clínica de Animales de Compañía
- Especialización en Producción Bubalina
- Diplomatura Superior en Producción Animal de Rumiantes
- Diplomatura Superior en Higiene y Tecnología de los Alimentos
- Diplomatura Superior en Caracteres de Faena y Calidad de Carne
- Diplomatura Superior en Anestesia de Pequeños Animales

## Instituto
El Instituto de Administración de Empresas Agropecuarias dependiente de la FCV, con sede en la ciudad de Curuzú Cuatiá, fue creado el 1 de abril de 1985. En este Instituto se dicta la carrera Tecnicatura en Administración de Empresas, con dos orientaciones: a) Agropecuarias y Agroindustriales; b) Comerciales y de Servicios. 
La mencionada oferta académica es una elección para las personas de la localidad curuzucuateña, y así también para otras localidades correntinas y de provincias vecinas, siendo su área de influencia el sur correntino y el norte entrerriano. 